# Loty bojowe i transportowe do Polski (1941–1945)
Loty bojowe i transportowe do Polski (1941–1945) – misje lotników polskich i alianckich w latach 1941–1945 ze zrzutami zaopatrzenia i broni oraz przerzutu żołnierzy i oficerów celem wzięcia udziału w walkach partyzanckich i w ruchu oporu.

## Historia organizacji PSP
Większość polskiego personelu latającego i technicznego Lotnictwa Polskiego II RP ewakuowała się z Polski w 1939 przez Rumunię i Węgry do Francji. W kampanii francuskiej (maj-czerwiec 1940) brało udział polskie lotnictwo myśliwskie w jednostkach przydzielanych do jednostek francuskich oraz 145 dywizjon myśliwski. Ogólna liczba pilotów walczących we Francji wynosiła 136, którzy zestrzelili 51 samolotów na pewno, 3 prawdopodobnie i 6 uszkodzili. Po upadku Francji polscy lotnicy przybyli na Wyspy Brytyjskie.
Od dnia 8 grudnia 1939 zgodnie z umową na konferencji paryskiej z dnia 25 października 1939 Lotnictwo Polskie zostało odtworzone w Wielkiej Brytanii. Z Francji i Polski przybyło do Anglii ok. 6 tys. żołnierzy lotnictwa. Angielsko-polska umowa o utworzeniu Polskich Sił Powietrznych (PSP) została podpisana 5 sierpnia 1940. Już wcześniej, 1 lipca 1940 na terenie Anglii zaczęły powstawać polskie dywizjony lotnicze.
Do października 1940 sformowano 4 dywizjony bombowe: 300, 301, 304, i 305, 4 myśliwskie: (302, 303, 306 i (308), 307 Dywizjon Myśliwski Nocny i 309 Współpracy z Armią. W styczniu i lutym 1941 utworzono jeszcze 3 dywizjony myśliwskie (315, 316, 317), później w marcu 1943 318 Dywizjon Myśliwsko-Rozpoznawczy i w październiku 1944 663 Dywizjon Samolotów Artylerii.
W celu utrzymania łączności pomiędzy Naczelnym Dowództwem Polskim a dowództwem RAF i polskimi dywizjonami oraz personelem polskim przydzielonym do jednostek brytyjskich utworzono Inspektorat Generalny Polskich Sił Powietrznych, który później 6 kwietnia 1944 został przemianowany w Dowództwo Polskich Sił Powietrznych. Inspektorem był w okresie maj – lipiec 1940 r. gen. bryg. pil. Władysław Kalkus, a po nim gen. bryg. pil. Stanisław Ujejski od 18 lipca 1940 do 17 sierpnia 1943, a od 19 września 1943 do 16 kwietnia 1947 gen. bryg. pil. Mateusz Iżycki.
Niemcy prowadząc wojnę totalną w Europie, w maju 1940 zbombardowali Rotterdam. Angielska doktryna wojenna nie przewidywała wojny totalnej. Dowództwo Bombowe RAF Bomber Command w początkowym okresie wojny nastawione było na atakowanie wyłącznie celów militarnych i opowiadało się za bombardowaniami precyzyjnymi. RAF nie dysponował myśliwcami dalekiego zasięgu mogącymi ochraniać bombowce nad celami w Niemczech. Ze względu na ponoszone straty, już w kwietniu 1940, Dowództwo Bombowe zmuszone było do zmiany doktryny i atakowania celów oraz skupieniu się efektywniejszym bombardowaniu obszarowym miast niemieckich. Celem stały się obiekty cywilne leżące obok wojskowych i przemysłowych. Postanowiono, że główny ciężar operacji lotnictwa RAF będzie koncentrować się na niszczeniu morale ludności cywilnej wroga. Miało to także wywrzeć presję psychologiczną na Niemców. Politycy angielscy razem z Churchillem przystali na tę koncepcję.
W okresie od 10 lipca do 31 października 1940 bitwy o Anglię Niemcy atakowali miasta i ośrodki przemysłowe głównie w południowej Anglii. Zwalczały ich angielskie dywizjony myśliwskie, a w tym polskie dywizjony 303, 302 i z czasem następne. Dowództwo Bombowe RAF, chcąc przełamać hegemonię Luftwaffe, w nocy z 24 na 25 sierpnia 1940 przeprowadziło pierwszy nalot na Berlin. Niemcy w odwecie 15 września 1940 w ponad 1000 bombowców zaatakowali Londyn. Anglicy wzmogli naloty na miasta niemieckie w coraz liczniejszych nalotach dywanowych. W tych operacjach brały udział polskie dywizjony bombowe 300, 301, 304 i 305. Przeprowadzano naloty na Bremę, Hamburg i Brest, w których stały niemieckie okręty Gneisenau, Scharnhorst i Prinz Eugen, bombardowano zakłady przemysłowe w Duisburgu, Essen, lotniska oraz węzły komunikacyjne w Kolonii, Mannheimie, Düsseldorfie i we Frankfurcie nad Menem, ponosząc duże straty. W styczniu 1941 dywizjony myśliwskie włączono do działań lotnictwa myśliwskiego RAF, które miało na celu zdobycie przewagi w powietrzu przez niszczenie Luftwaffe w walkach powietrznych i na lotniskach we Francji, Belgii, Holandii. Największe nasilenie nalotów RAF oraz USAF nastąpiło w roku 1944.

## Zadania transportowe

### Eskadra C
Samoloty bombowe były też wykorzystywane do prowadzenie zadań transportowych przewożąc broń i sprzęt oraz kurierów i komandosów do okupowanych krajów, celem wzmocnienia ruchu oporu.
- 1941[i]
  - Naczelny Wódz – gen. Władysław Sikorski oraz jego sztab zabiegał u Anglików o prowadzenie podobnych zrzutów na teren Polski.
  - 26 lipca – gen Sikorski ściągnął do Sztabu Naczelnego Wodza dowódcę 301 Dywizjonu płka Romana Rutkowskiego, w celu prowadzenia prac organizacyjnych nad lotami do Polski.
  - 8 września – do bazy RAF Kinloss w północnej Szkocji odkomenderowano pierwszą załogę z 301 Dywizjonu w celu przeszkolenia do lotów specjalnych.
  - koniec października – przeszkoloną załogę przydzielono do 138 dywizjonu (Squadron RAF).
  - 7 listopada – załoga kpt. naw. Stanisława Króla i por. pil. Tadeusza Jana Jasińskiego z 301 Dywizjonu wykonała pierwszy lot ze zrzutem do Polski w rejonie Łyszkowic koło Łowicza; załoga oprócz sprzętu zrzuciła trzech skoczków, w tym por. Jana Piwnika ps. „Ponury”; w drodze powrotnej, na skutek oblodzenia i braku paliwa załoga lądowała w Szwecji, gdzie została internowana, ale wkrótce zwolniona z internowania, wróciła do jednostki[4] .
  - 17 listopada – po lądowaniu załogi kpt. Stanisława Króla w Szwecji do 138 Dywizjonu przydzielono kolejne dwie polskie załogi.
  - 27 grudnia – wykonano drugi lot do Polski, ale załoga nie odnajdując celu, dokonała zrzutu „na ślepo” — załoga wróciła do bazy.
- 1942
  - 2 kwietnia – trzy polskie załogi wystartowały do Polski, ale żadnej z nich nie udało się wykonać zadania.
  - 1 września – trzy załogi wykonały lot do Polski.
- 1943
  - 25 stycznia – załoga Stanisława Króla dokonała zrzutu na placówkę „Chmiel” 103
  - 31 marca 1943 – ogłoszono decyzję o rozwiązaniu 301 Dywizjonu; Siedem załóg oraz 76 osób personelu naziemnego przeniesiono jako Eskadrę „C” pod dowództwem mjra Stanisława Króla do 138 Dywizjonu do Zadań Specjalnych, który miał też wykonywać zadania transportowe do Polski[5] .
  - początek maja – Eskadra „C” uzyskała gotowość operacyjną.
  - 9 września – do lotu do Polski wyznaczono siedem załóg; wystartowało 6 załóg, z tego 4 wykonały zadanie.
  - 14 września – przygotowywano 12 załóg na lot do Polski; na starcie wypadła 1 załoga brytyjska; nad Danią załogi ostrzelano i do bazy nie powróciły 3 załogi angielskie i 1 polska. Po tym Anglicy podali w wątpliwość celowość lotów do Polski z Anglii (obawiano się przecieków i zdrady) ale na interwencje Oddziału II Sztabu Naczelnego Wodza wydano zgodę na kontynuowanie lotów.
  - 16 września – z bazy RAF Tempsford wystartowały do Polski 3 załogi; nie powróciła 1 załoga angielska i 1 polska.
  - 19 września – jedna załoga polska poleciała do kraju.
  - 21 września – jedna załoga polska poleciała do kraju.
  - 22 września – jedna załoga polska poleciała do kraju, ale zawróciła do bazy od brzegów Francji.
  - 9 października – jedna załoga polska poleciała do kraju; przy powrocie samolot został ostrzelany z okrętu wojennego, co spowodowało wyciek paliwa; załoga skakała w Szwecji i została internowana, ale wkrótce powróciła do bazy; samolot uległ zniszczeniu.
  - 14 października – dwie załogi poleciały do kraju i wróciły,
  - 15 października – dwie załogi poleciały do Polski. W tamtym czasie załogi latały przez Szwecję.
  - w drugiej połowie października – wykonano pięć lotów do Polski.
  - 21 października – załoga mjra Stanisława Króla wykonała najdłuższy lot do Polski, który trwał 16 godzin i 30 min.
  - w końcu października – podjęto decyzje o przebazowaniu polskich załóg do bazy śródziemnomorskiej Sidi Amon koło Tunisu w Tunezji.

### Eskadra 1586
- 1943[i]
  - 14 listopada – Eskadrę „C” wydzielono ze składu 138 Dywizjonu i przemianowano w samodzielną 1586 Eskadrę Specjalnego Przeznaczenia wchodzącą w skład 334 WING RAF. Na jej stanie było 10 załóg i 6 samolotów, a oznaczenie kodowe: GR[5] 
  - 29 listopada – baza nie była gotowa (m.in. brak było pojemników zrzutowych, brak było pomieszczeń dla personelu) o czym mjr Stanisław Król meldował gen. Kazimierzowi Sosnkowskiemu.
  - 15 grudnia – jeszcze z bazy Sidi Amor 3 załogi wykonały lot do Polski.
  - 19 grudnia – mjr Król ustalił z dowództwem angielskim przeniesienie Eskadry do bazy na lotnisko Campo Cassele koło Brindisi (płd. Włochy) i do Włoch odleciała jedna załoga.
  - 22 grudnia – pozostałe 5 załóg odleciało do Campo Cassele, a drogą morską odprawiła się pozostała część personelu.
- 1944
  - 5 stycznia – wyznaczono do lotu do Polski wszystkie 4 sprawne samoloty. Z lotu nie wróciły 2 załogi, rozbijając się w czasie powrotu koło lotniska bazy, a 2 załogi nie wykonały zadania.
  - połowa lutego – Dowództwo Sił Powietrznych Obszaru Morza Śródziemnego (MAAF) w Bari zdecydowało o wykorzystaniu 1586 Eskadry do lotów transportowych nad Bałkany, a w sprzyjających warunkach pogodowych miały być realizowane loty nad Polskę. Postanowiono zwiększyć liczbę samolotów z 6 do 18.
  - 22 lutego – do lotu do Polski przygotowano 10 załóg brytyjskich ze 148 Dywizjonu (Squadron RAF też stacjonującego w Brindisi) oraz 2 polskie załogi; wyleciało 5 załóg brytyjskich i jedna polska, ale z powodu nieodnalezienia celu załogi nie wykonały zadania.
  - 17 marca – kolejny lot 12 załóg, w tym 6 polskich,
  - 3 kwietnia – lot 16 załóg, w tym 8 polskich,
  - 8 kwietnia – lot 17 załóg, w tym 7 polskich,
  - 15 kwietnia – przeprowadzono operację MOST I (ang. Wilhorn I) z lądowaniem w Polsce; załoga była angielska z drugim pilotem Polakiem.
  - 23 kwietnia – z bazy Brindisi wyleciało 19 samolotów z bronią i zaopatrzeniem dla polskich oddziałów partyzanckich (9 Pułk Piechoty AK), ze zrzutem na zrzutowisko Hipopotam (między Terespolem a Florianką koło Zwierzyńca)[6].
  - 27 kwietnia – na zrzutowisko Koza (koło wsi Bystrzyca) skoczyła grupa Cichociemnych: ppłk pil. Jan Biały, kpt. pil. Jerzy Iszkowski, kpt. naw. Bronisław Lewkowicz oraz por. Edmund Marynowski[7].
  - w maju – załogi 1586 Eskadry wykonały 76 lotów ze zrzutami do kraju.
  - 16 czerwca – z Eskadry odszedł mjr. Stanisław Król do dowództwa Grupy RAF, a dowództwo Eskadrą przejął mjr Eugeniusz Arciukiewicz,
  - 3 lipca – wyleciało do Polski 5 załóg.
  - 7 lipca – wyleciało do Polski 12 załóg, w tym polskich 7 i 5 z 148 Dywizjonu RAF.
  - 25 lipca – z Brindisi samolot RAF z pilotem George Culliford (Nowozelandczyk) oraz 3 członkami załogi wylądował na lotnisku „Motyl” w okolicach Tarnowa w celu zabrania przejętych przez polską partyzantkę szczątków rakiety V 2 (operacja MOST III – ang. Operation Wildhorn III). Samolot przywiózł do Polski 5 działaczy Polskiego Państwa Podziemnego (m.in. Jana Nowaka-Jeziorańskiego), a zabrał 5 innych, elementy rakiety z wynikami badań ekspertów polskich. Samą operacją zainteresowany był. W. Churchill.
  - 1 sierpnia – zainaugurowano kolejny sezon lotów do Polski – 6 polskich załóg i 5 angielskich ze 148 Dywizjonu; jedna polska załoga nie wróciła do bazy, a jedna została zestrzelona przez artylerię przeciwlotniczą nad Węgrami (lotnicy nie wiedzieli o wybuchu powstania warszawskiego).

### Zrzuty dla powstania warszawskiego
Z chwilą wybuchu powstania warszawskiego gen. Tadeusz Bór-Komorowski liczył, że alianckie lotnictwo wesprze powstanie poprzez dostawy broni i zaopatrzenia. Już 2 sierpnia 1944 generał „Bór” zażądał rozpoczęcia zrzutów wyznaczając rejony zrzutów.  W dniu 3 sierpnia 1944 prezydent RP Władysław Raczkiewicz zwrócił się w sprawie organizacji wsparcia bronią i zaopatrzeniem do premiera W. Churchilla. W tymże dniu alianckie Dowództwo Sił Powietrznych Obszaru Morza Śródziemnego (MAAF) dyslokowane w Brindisi otrzymało z Londynu rozkaz rozpoczęcia lotów w celu wsparcia walczącej Warszawy.
- 1944[i]
  - 4 sierpnia – do lotu nad Warszawę wyznaczono 7 załóg z 1586 Eskadry i 7 załóg ze 148 Dywizjonu. W trakcie przygotowania do operacji zakazano lotów nad Warszawę, pozwalając na loty nad południową Polskę. Mjr Arciukiewicz korzystając z tego, nakazał 4 polskim załogom lot nad Warszawę. Pozostali polecieli nad południową Polskę, nad województwa: łódzkie, kieleckie i lubelskie. Z akcji 5 samolotów nie powróciło do bazy. Jeden z samolotów – Halifax z 148 Dywizjonu, wykonujący jedenasty lot do Polski, został zestrzelony w walce powietrznej i spadł w miejscowości Niecew w gminie Korzenna koło Nowego Sącza. Zginęło 7 członków załogi samolotu[8].
  - 8 sierpnia – na skutek intensywnych zabiegów polskiego rządu emigracyjnego wydano polskim załogom z 1586 Eskadry pozwolenie lotów nad Warszawę z zastrzeżeniem, że lotnicy będą latać na ochotnika.
  - 12 sierpnia – zezwolono na loty Anglikom i Południowoafrykańczykom,
  - 13 sierpnia – nad brzegiem jeziorka Kamionkowskiego w Warszawie (stara odnoga Wisły) rozbił się zestrzelony przed Niemców samolot Liberator ze 178 Dywizjonu Bombowego RAF. Z siedmiu członków załogi ocalał tylko pilot – ranny, którego Niemcy zabrali do szpitala. Wypalony przód samolotu wpadł do wody jeziorka, reszta samolotu leżała na lądzie. W 1988 kamień pamiątkowy poświęcony poległej załodze odsłoniła nad brzegiem jeziorka ówczesna premier Anglii Margaret Thatcher. W 1996 miejsce to odwiedziła królowa brytyjska Elżbieta II[9] .
  - 14 sierpnia – angielska załoga z kpt. pil. Jimem McKenzie (nawigator – Dave Lambert i celowniczy Lawrence Toft) z bazy Brindisi nocą na samolocie Halifax 319 miała wykonać lot na zrzutowisko w Warszawie na Placu Napoleona. Po wylocie z bazy i godzinie lotu zostali ostrzelani i trafieni, kontynuując operację "Warszawa". Po przekroczeniu Karpat (za podpowiedzią polskiego oficera) prowadzili lot wzdłuż Wisły na wysokości 100 m, tak by artyleria niemiecka nie mogła ich namierzyć. Dotarli do Warszawy i pobliżu Starego Miasta dokonali zrzutu. Wrócili do bazy z postrzelanym jednym skrzydłem[10]
  - 10 września – Stalin wyraził zgodę na międzylądowanie amerykańskich i brytyjskich maszyn na terenach zajętych przez Armię Czerwoną.
  - 13 września – ostatni lot nad Warszawę w czasie powstania; wysłano dwie załogi, jedna została strącona nad Węgrami przez artylerię plot.
  - Od 1 sierpnia do 13 września 1586 Eskadra wykonała 54 loty nad Warszawę. Stracono 11 załóg.
  - 14 września – gen. K. Sosnkowski w uznaniu zasług i poświęcenia jakie nieśli Polscy lotnicy nadał 1586 Eskadrze tytuł „Obrońców Warszawy”.
  - 18 września – 8. Armia Powietrzna USA, po uzyskaniu zgody Stalina z 10 września o lądowaniu na terenach kontrolowanych przez Armię Czerwoną,  zorganizowała wielką operację „Frantic VII” nad Warszawę, w której 107 amerykańskich „Latających Fortec” zrzuciło nad miastem blisko 1250 zasobników z zaopatrzeniem, z tego tylko ok. 25% lądowało na teren kontrolowany przez powstańców. Wg Kajetana Bienieckiego 101 fortec, przy stracie 1 fortecy i trzech myśliwców, zrzuciło 1170 zasobników, zawierających: 2987 Stenów, 390 rkm-ów, 102 Piaty, 7070 granatów, 10 min, 7,3 ton plastyku, 3,2 ton lontów, amunicję, żywność i leki. Depeszą nr 1867 z 20 września gen. Bór pokwitował odbiór 228 zasobników, w tym 77 podjętych w walce[11].

Według J. Kirchmayera w okresie od 4 sierpnia – 18 września na Warszawę z Zachodu startowano w 11 terminach, w których dokonano 150 zrzutów, w których uczestniczyło 228 samolotów, powstańcy odebrali 45 zrzutów. Na Puszczę Kampinoską i na Las Kabacki w okresie od 4 sierpnia – 18 września na Warszawę z Zachodu startowano w 15 terminach, w których dokonano 44 zrzutów, w których uczestniczyło 68 samolotów, powstańcy i partyzanci odebrali 28 zrzutów. Razem Warszawa i bazy podmiejskie odebrały 73 zrzuty o wadze 104 ton, z czego 82,3 t. amunicji i uzbrojenia i ok. 2,7 t. żywności i lekarstw. Przyjęto 953 zasobniki i 347 paczek, z tego Warszawa przejęła 693 zasobniki i 180 paczek, w bazach podmiejskich 260 zasobników i 167 paczek. Z 296 samolotów, które wystartowały, uległo zniszczeniu 34 tj. ok. 12%.
Od września 1944, gdy 1 Armia Wojska Polskiego opanowała prawobrzeżną Warszawę, loty ze zrzutami broni, amunicji i żywności w płóciennych workach i zwykle bez spadochronów dla powstańców warszawskich wykonywali piloci 2 Pułku Nocnych Bombowców „Kraków” oraz sowieckiej 9 Gwardyjskiej Dywizji Nocnych Bombowców. Podporucznik Ryszard Zagórski – pilot z 2 Pułku Nocnych Bombowców „Kraków” wspominał:

Worki zbożowe, broń, pepesze, amunicja, rusznice ppanc. z amunicją. To jest precyzyjny sprzęt! [...] A bez spadochronów dochodziły śmieci. To była czysta propaganda. W workach znajdowały się głównie suchary z razowego chleba, kasza jaglana i... amerykańskie konserwy, otrzymywane przez ZSRS od rządu USA w ramach programu lend-lease. Dodatkowym «urozmaiceniem» był biały tłuszcz niewiadomego pochodzenia, zwany przez powstańców «małpim».

Samoloty dokonujące zrzutów osłaniał z powietrza 1 Pułk Lotnictwa Myśliwskiego z polskiej 4 Dywizji Lotniczej. Według oficjalnych danych samoloty Armii Czerwonej i 1 Armii WP gen. Berlinga zrzuciły nad Warszawą zaopatrzenie o łącznej wadze ok. 150 ton, w tym 156 moździerzy, 505 rusznic ppanc., 1189 karabinów, 1478 pistoletów maszynowych oraz jedno działko ppanc. kal. 45 mm.
Według Jerzego Kirchmayera zrzuty sowieckie, zapoczątkowane 13/14 września 1944, kontynuowane były przez następne noce do 18 września, a po przerwie 18-21 września trwały nadal do nocy 28/29 września. Oddziały walczące podjęły 5 ckm i 10 tys. amunicji do nich, 700 pm z 60 tys. amunicji, 143 kbppanc z 4290 szt. amunicji, 48 granatników i 1729 granatów, 160 kb z 10 tys. amunicji, ok. 4000 granatów ręcznych inne zaopatrzenie to 50–55 ton, z tego 15 ton żywności.
W dniach 17–19 września 1944 lotnictwo sowieckie bombardowało Cytadelę Warszawską, z której Niemcy przypuszczali zmasowane ataki na okoliczne ulice opanowane przez powstańców.

### Ostatnie loty do Polski
- 1944[i]
  - w drugiej połowie września – brytyjskie Air Ministry zatwierdziło przekształcenie 1586 Eskadry Specjalnego Przeznaczenia w Dywizjon 319. Stan dywizjonu to 20 załóg oraz 16 samolotów.
  - w drugiej połowie września – wykonano 3 loty do Polski.
  - w październiku – załogi jeszcze 1586 Eskadry wykonały 23 samolotoloty do Polski.
  - 7 listopada – Air Ministry przystało prośbę o zmianę nazwy z 319 na 301 Dywizjon do Zadań Specjalnych.
  - 18 listopada – wznowiono loty do Polski (były trudności z przelotem nad terytorium zajętym przez wojska sowieckie).
  - 22 listopada – miał miejsce kolejny lot.
  - 27 listopada – zaplanowany lot 12 samolotów został odwołany. Zaważyły na tym względy polityczne, ponieważ 301 Dywizjon latał również do innych rejonów Europy: głównie nad północne Włochy, do Austrii i Czechosłowacji.
  - 25 grudnia – wznowiono loty do Polski, poleciały 4 Liberatory oraz 1 Halifax.
  - 26 grudnia – poleciało 5 samolotów.
  - 27 grudnia – poleciało 5 samolotów.
  - 28 grudnia poleciało 10 samolotów. Była to ostatnia operacja z pomocą dla Polski[17] .

Uwaga:
1. 1 2 3 4  wybrane aktywności Eskadry

## Upamiętnienie

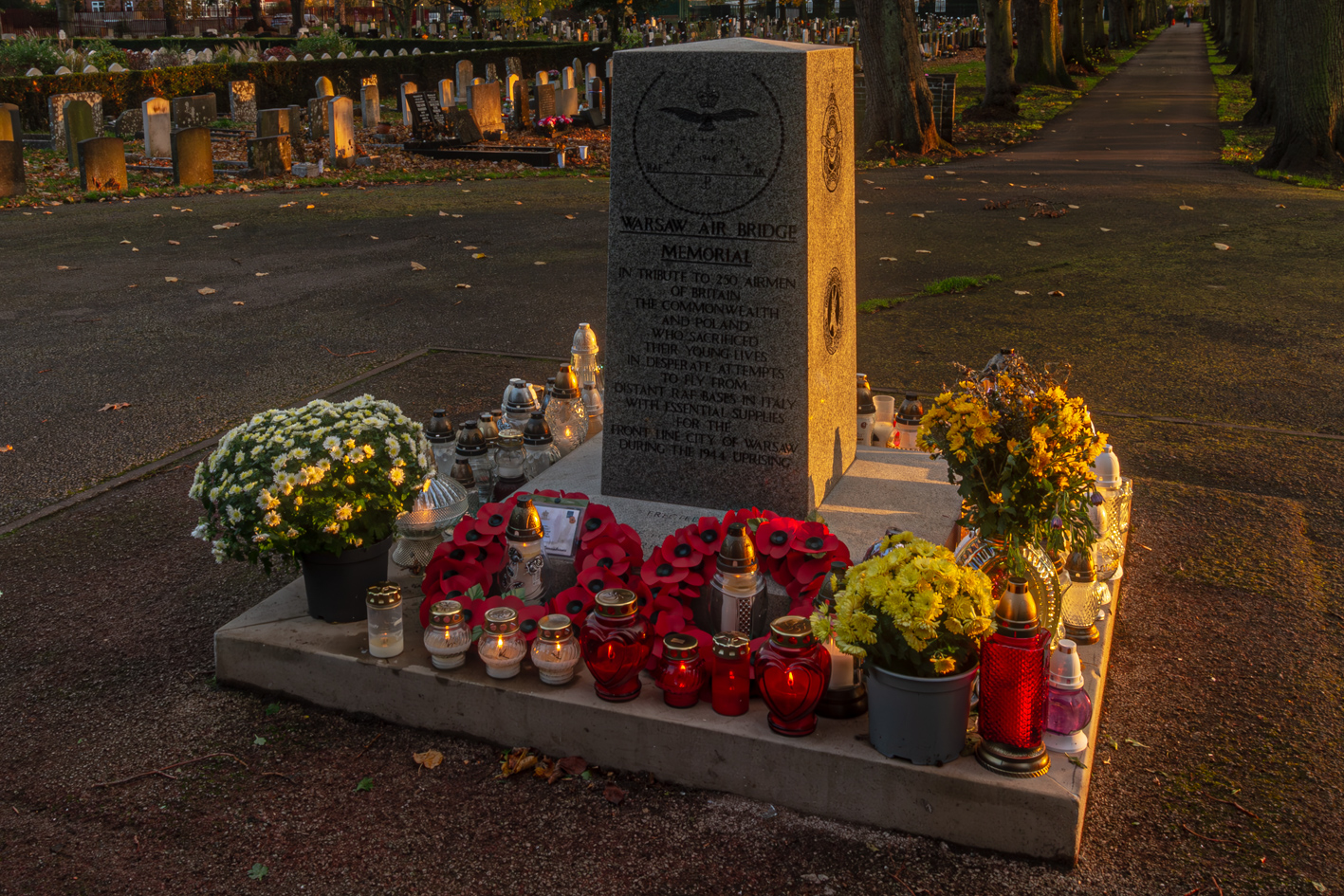

Loty lotników polskich i alianckich nad Polską zostały upamiętnione na Grobie Nieznanego Żołnierza w Warszawie, po 1990 r. napisem na jednej z tablic – "LOTY DO POLSKI 1941–1945".
W polskiej części cmentarza w Newark-on-Trent znajduje się pomnik poświęcony lotnikom poległym w lotach nad Warszawę.